# 福島県道371号湯の岳別所線

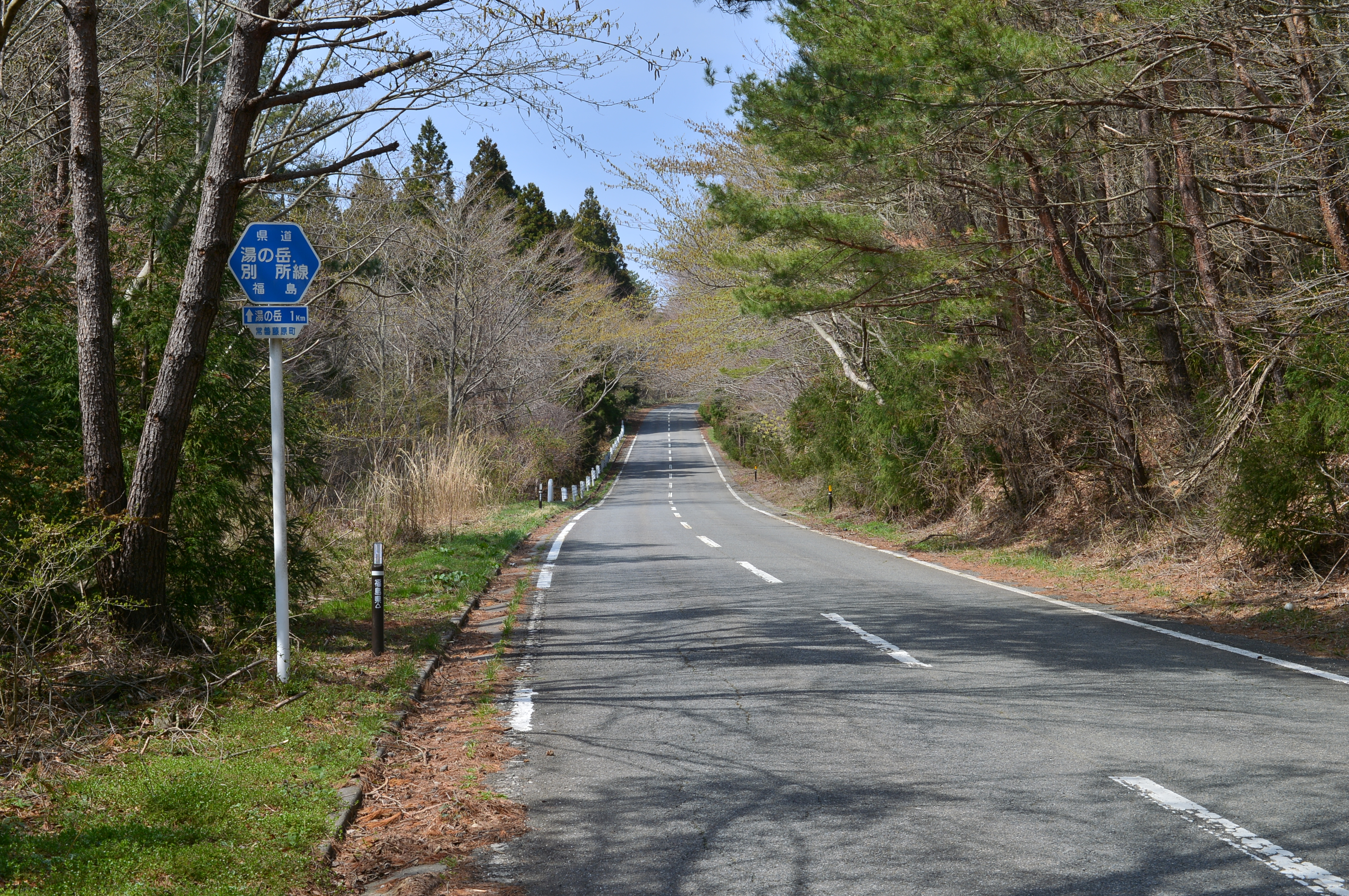
福島県371号湯の岳別所線
いわき市常磐藤原町（2015年4月）

福島県道371号湯の岳別所線（ふくしまけんどう371ごう ゆのだけべっしょせん）は、福島県いわき市にある一般県道である。

## 概要
かつての有料道路「常磐湯の岳パノラマライン」が無料開放された道路。500mの標高差を一気に駆け上がる路線で、頂上にはパラグライダーの離陸場があり、眺望に優れる。

### 路線データ
- 起点 : いわき市内郷高野町字川平
- 終点 : いわき市常磐藤原町字班堂（至近に路線名称になっている常磐藤原町字別所との境界がある）
- 総延長 : 9.377km[1]
  - 実延長：総延長に同じ
- 路線認定年月日：1974年3月12日[2]

## 路線状況
全線対向2車線で、一部の区間を除いて追い越しが可能である。傾斜区間は冬季すべり止め対策用に、すべり止め用砂が道路わきのボックスに設置されている。湯ノ岳中腹の道路わきに、いわき市勿来〜小名浜港方面が眼下に見渡せる駐車場と展望台のスペースがある。

### 異常気象時通行規制区間
- いわき市常磐藤原町湯ノ岳地内（延長5.8km）：落石崩壊の危険のため連続雨量120mmにて通行止め[3]。

## 地理
湯ノ岳の山麓から山頂までの傾斜区間は、つづら折りの急カーブが連続する道路で最大傾斜10%の勾配がある。山頂付近まで上り詰めると、湯ノ岳の稜線に沿って緩い勾配の道路になる。全体的に、道路周辺は山林に囲まれる。

### 通過する自治体
- 福島県
  - いわき市

### 交差する道路
- 福島県道14号いわき石川線いわき石川バイパス（いわき市常磐藤原町字班堂 終点）

### 周辺
- 湯ノ岳（標高594m）
- 丸山公園